# 1. dynastie
1. dynastie je, podle Manehtova třídění, první ze staroegyptských královských dynastií. Je počátkem historické paměti Egypťanů – před ní Egyptu měli vládnout bohové. Egyptologové ovšem předpokládají, že i panovníkům 1. dynastie předcházeli králové, kteří disponovali jistou mírou centralizované moci. Tato skupina je z důvodu zachování posloupnosti nazývána jako tzv. 0. dynastie, i když jiní autoři ji řadí do 1. dynastie.

## Historický vývoj

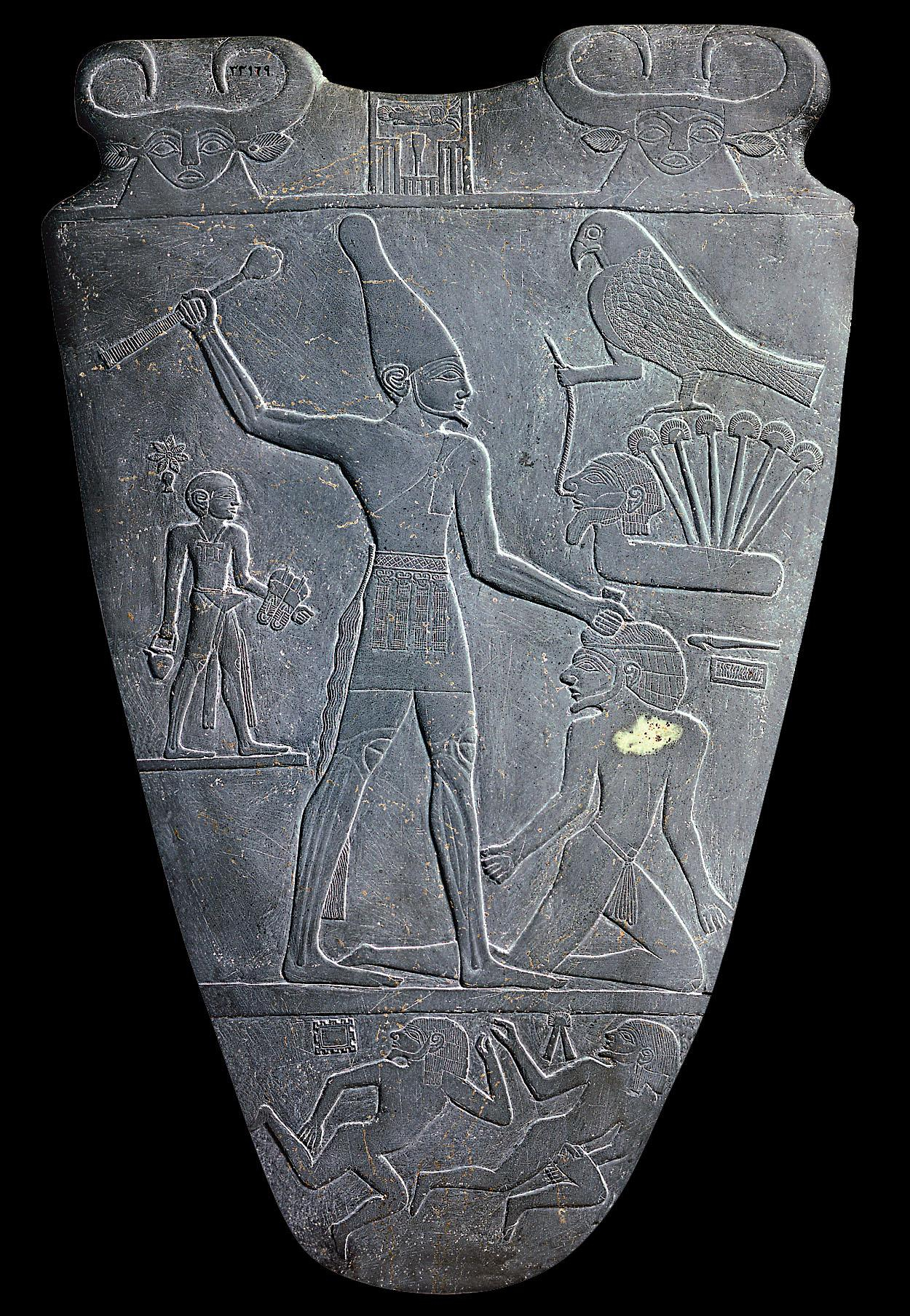
Narmerova paleta

Předdynastické osídlení v období Nakáda II.–III.

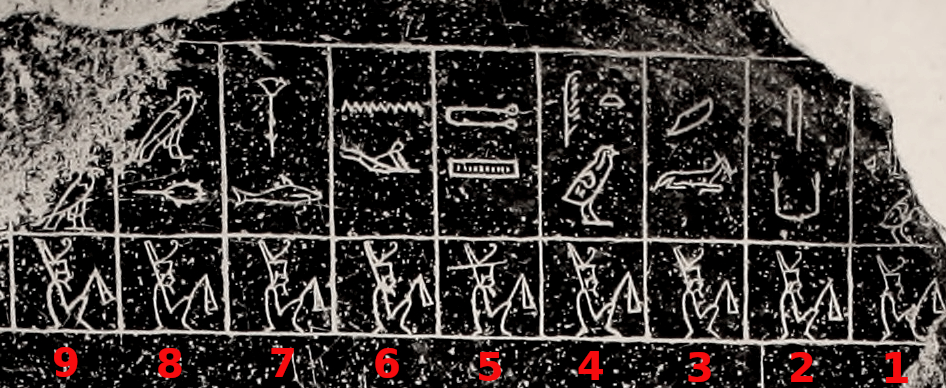
Jména králů v předdynastickém období; výřez z Palermské desky 1- ?, 2-Hsekiu/Seka, 3-Khayu, 4-Tiu/Teyew, 5-Thesh/Tjesh,6-Neheb, 7-Uatch-nãr, 8-Mekha, 9-?

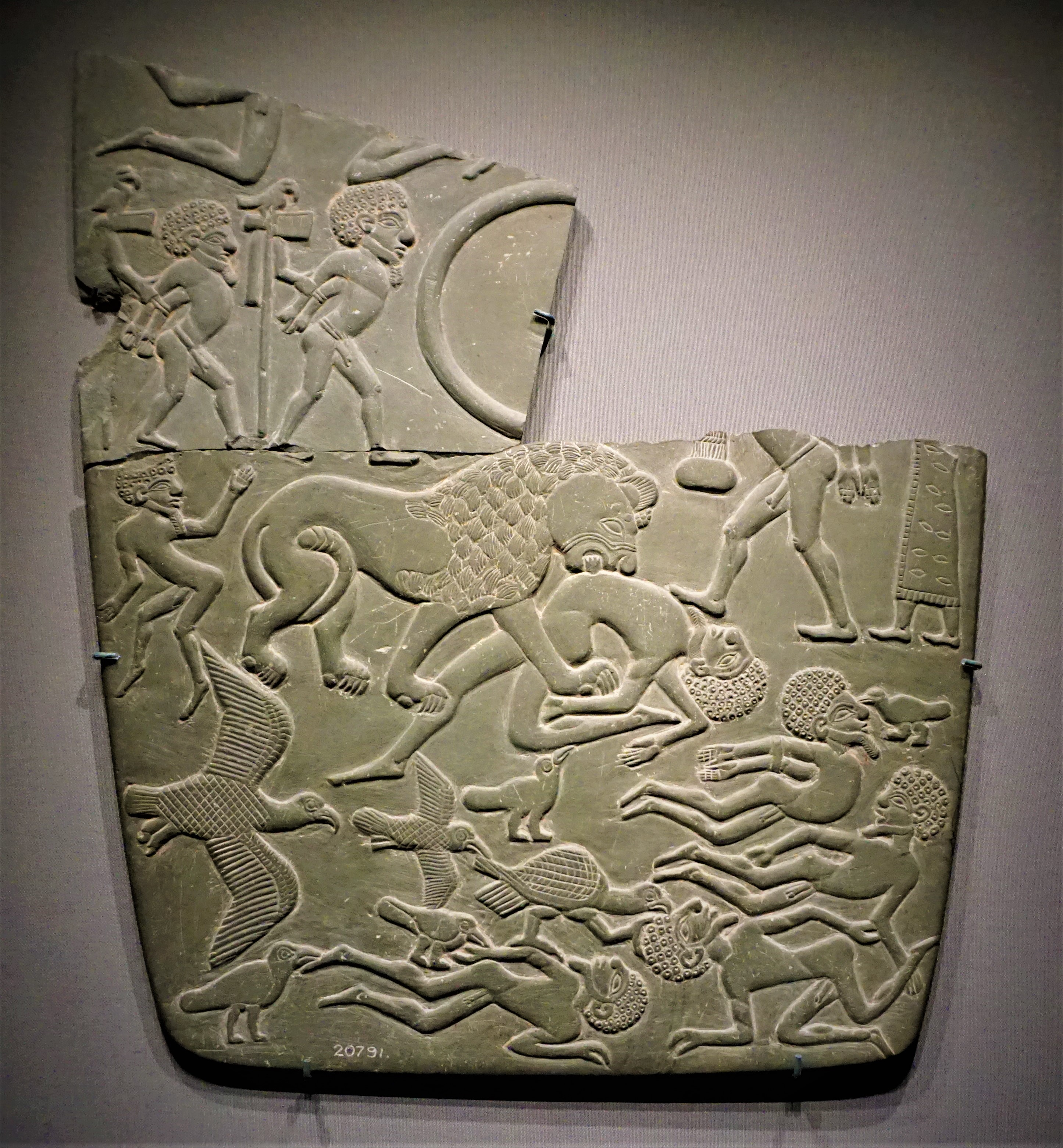
Paleta s obrazem bojiště; Britské Museum, ~3100 př. n. l.

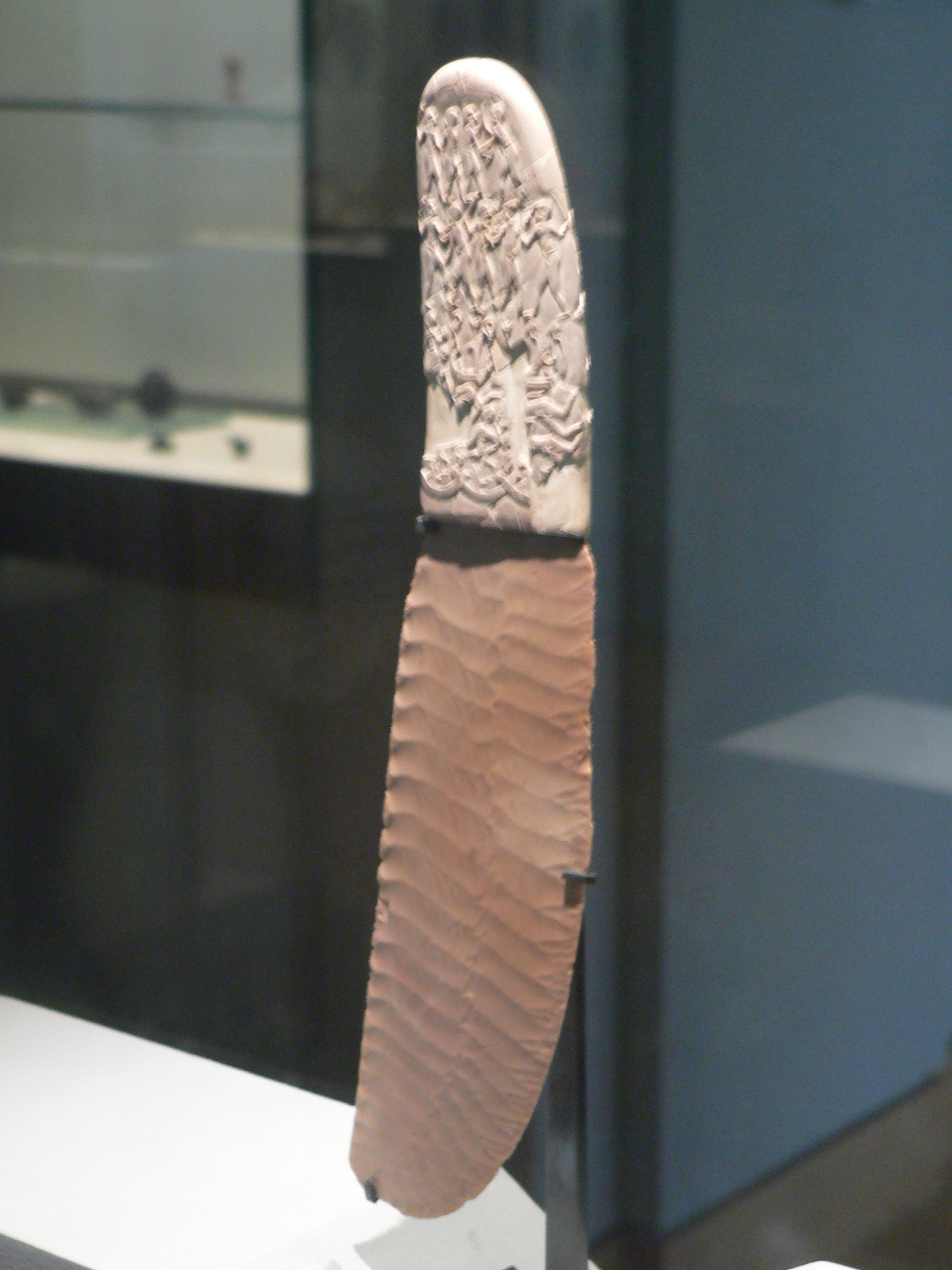
Nůž z pazourku rytým držadlem z hroší kosti; ~3200 př. n. l.

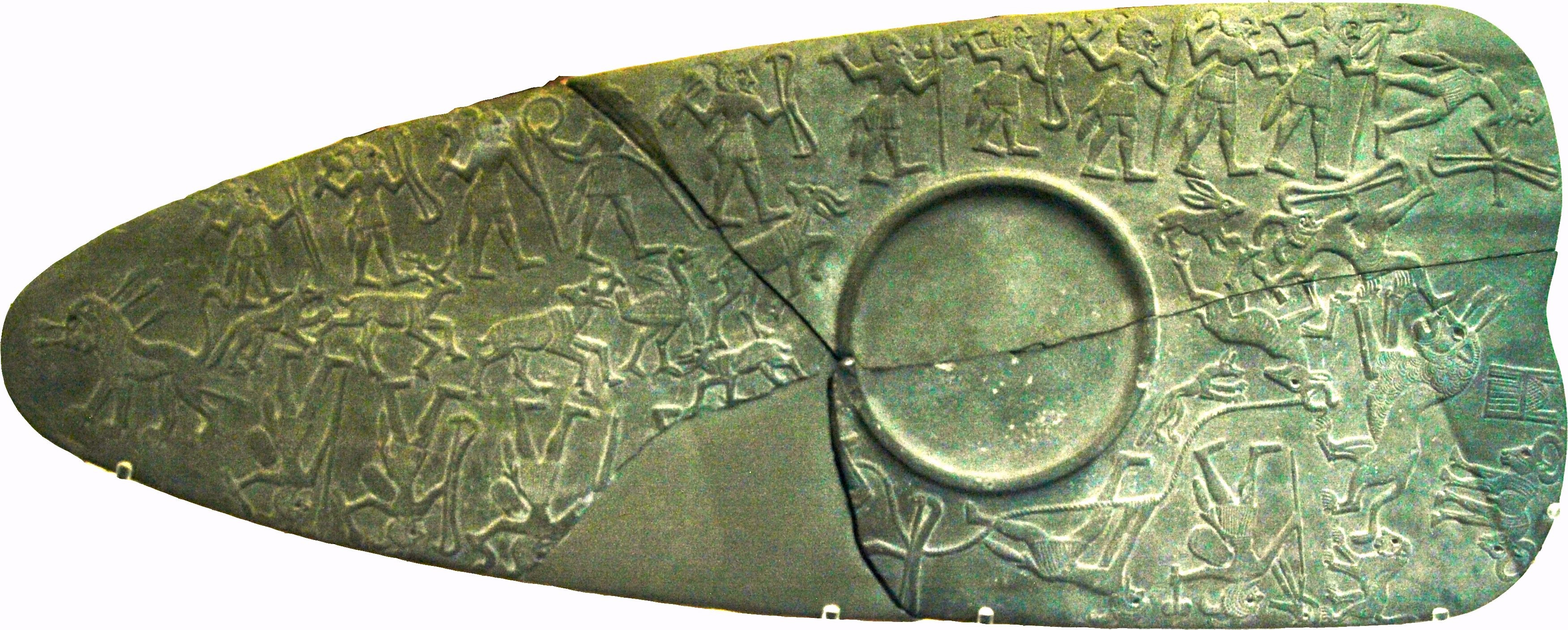
Paleta lovců zvěře; období Nakáda III. ~3200 př. n. l.

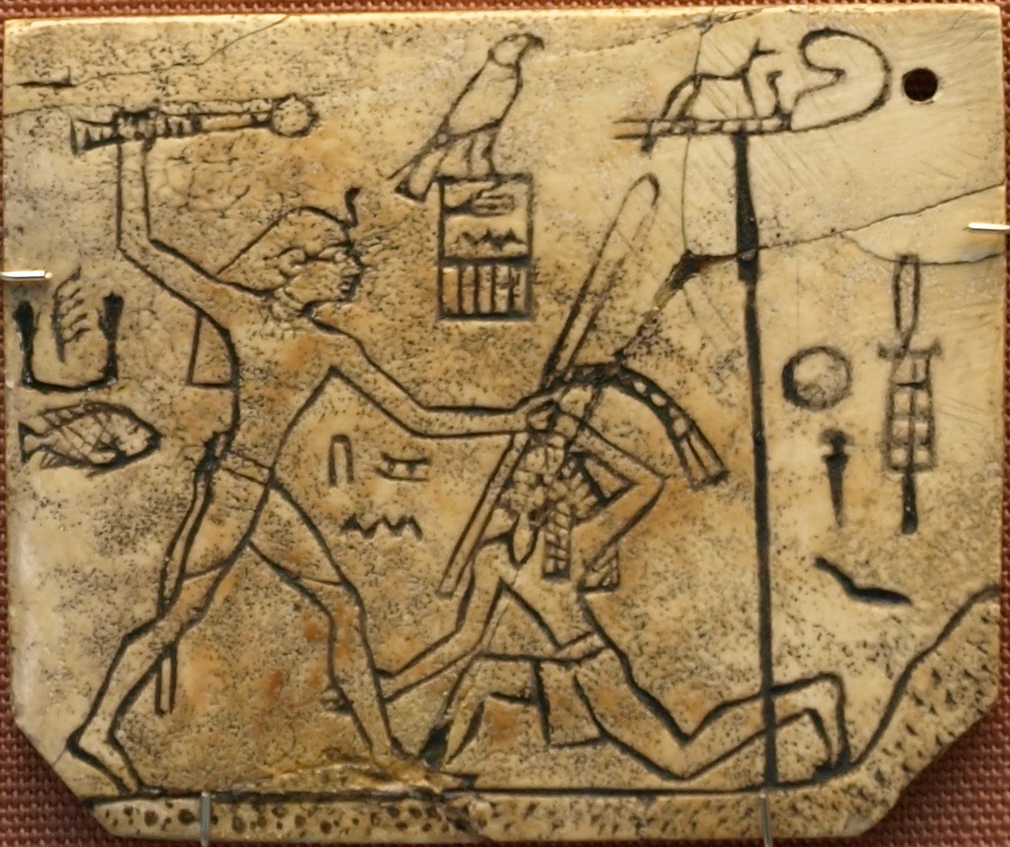
Faraon Den na stéle z Abydosu

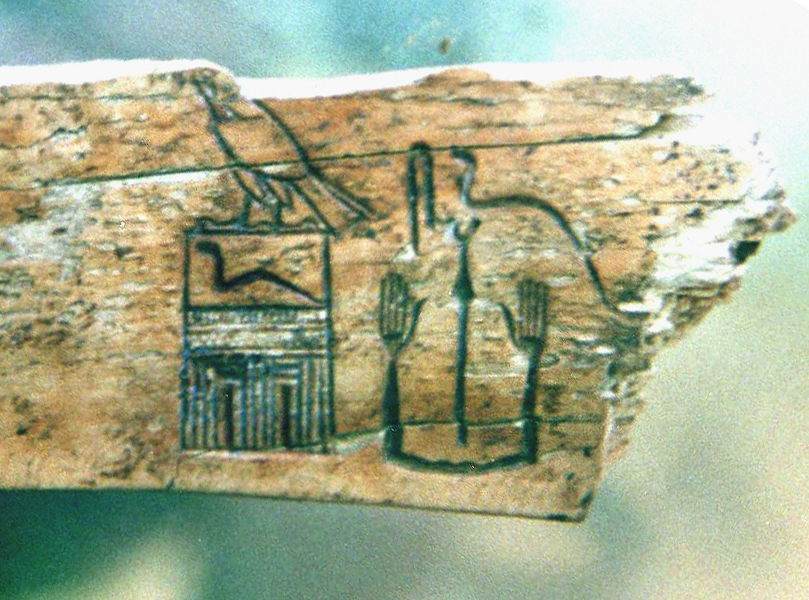
Fragment se jménem krále Djet a jménem soudního úředníka Sechemek-Sedžet

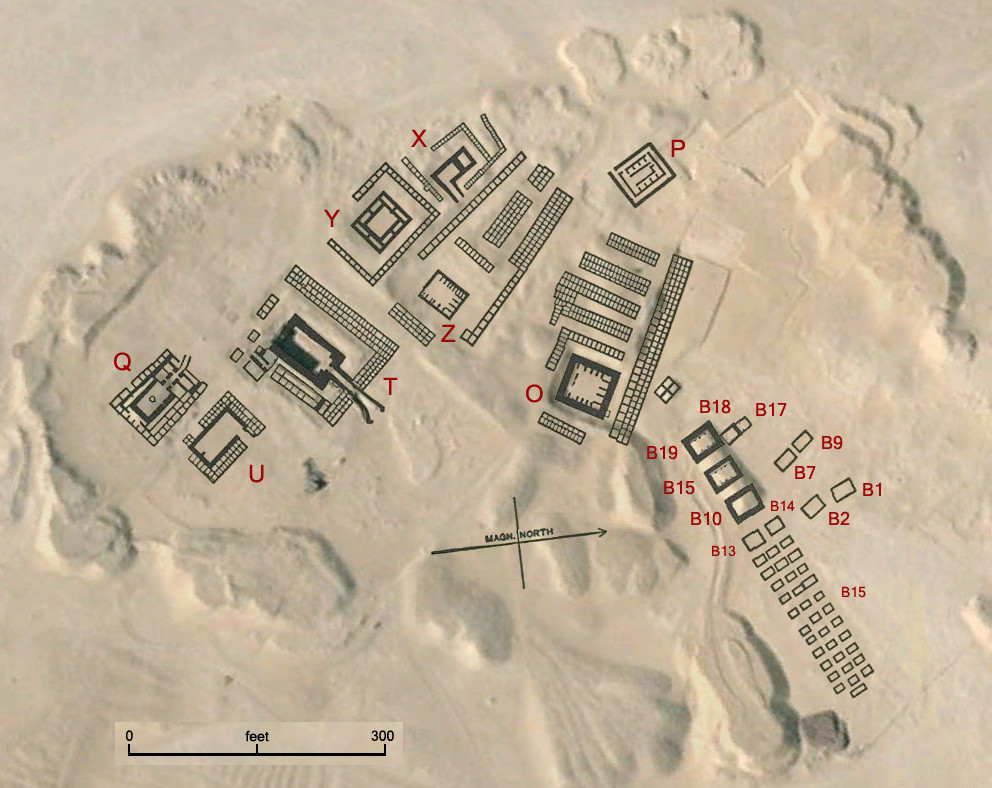
Nekropole v Umm el-Káb, hrobky:
B17, B18-Narmer; B19-Aha; O-Djer; Z-Djet; Y-Mereneith; T-Den; X--Anedjib; U-Semerhket;Q-Qa'

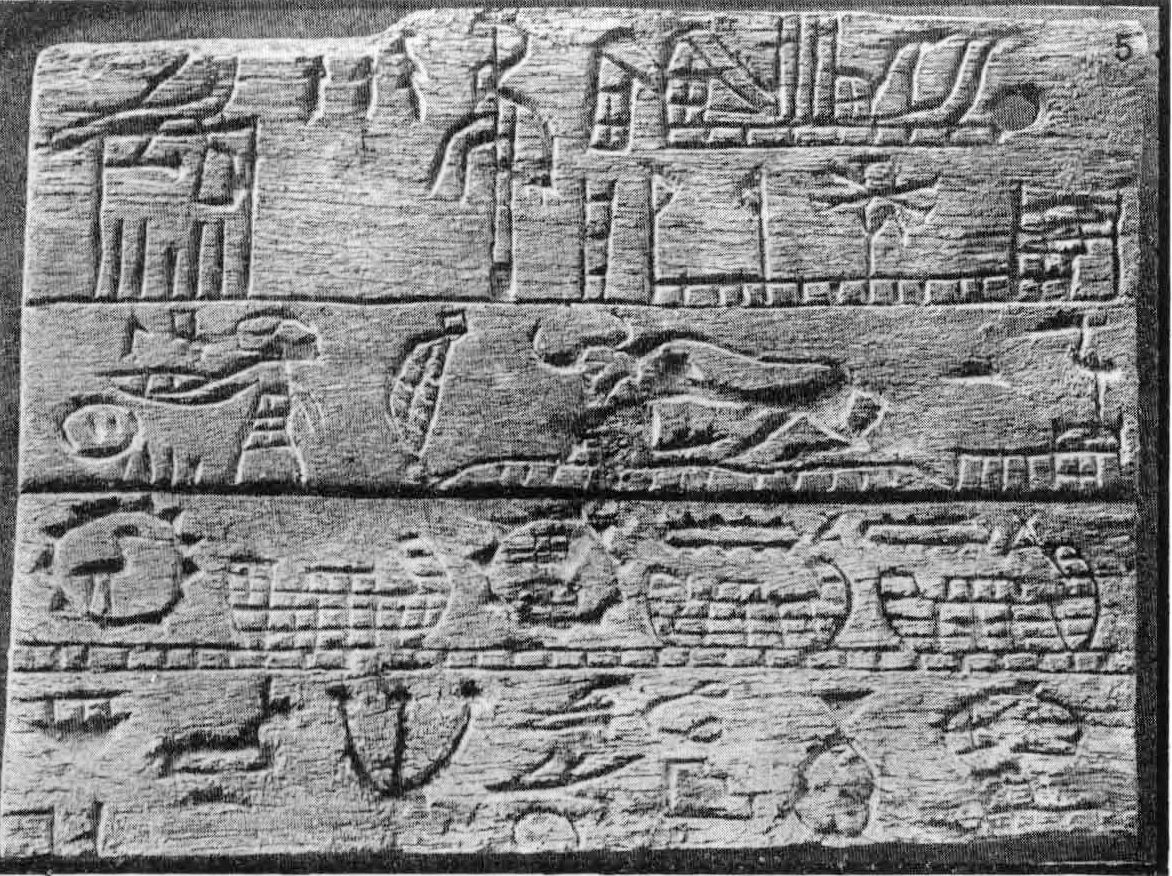
Deska z Meniho hrobky; ebonit s protohieroglyfy

Dlouhá historie osídlení v severní části afrického kontinentu je také historií klimatických podmínek, které podle Milankovičových cyklů, kdy se zhruba ve 20000 ročních cyklech na Sahaře střídaly stavy pouštní se savanou, podle proudění severoafrických monzunových dešťů. V předdynastickém období došlo na Sahaře a sousedním Sahelu k dramatickému posuvu někdy kolem roku 5000 př. n. l., kdy výrazně mokřejší období umožňovalo rozsáhlý vegetační pokryv s mokřady, s četnou florou a faunou, populací lidí a jejich lokalizovaných osad.
Postupné vysychání Sahary v důsledku změn monzunového proudění k jihu, asi od roku ~5000 př. n. l., vedlo k putování populací ze západní Sahary k východu, zejména pak k řečišti Nilu a některým stabilnějším oázám, např. Fajjúm, případně také Dachla, Charga aj., s dostatečnými zdroji vody. Soubor vnějších podmínek přispěl k větší kooperaci lidí v rozvíjejícím se zemědělství, zároveň také k sociální diferenciaci a s ohledem na roční klimatické cykly také k vytváření centralizovaných struktur s vládnoucí elitou. To vše patrně vedlo k formování dynastických relativně stabilních vládních systémů s podporou ideologických a náboženských představ.

## Chronologie předdynastického období
| Datace př. n. l. | Kulturní etapa        | Kulturní lokalita                                          | Charakteristika vývoje                                                                    |
| ---------------- | --------------------- | ---------------------------------------------------------- | ----------------------------------------------------------------------------------------- |
| 8000~7000        | Post glaciál          | Rozptýlené populační lokality, obchodní trasy východ-západ | Odlednění severu, počátek vysychání Sahary                                                |
| 5000             | Raný neolit           | Merinda Beni Salama (Benisalam ), Fajúm                    | Osídlování východu, trvalejší osídlení lokalit, zemědělství, domestikace zvířat           |
| 4500             | Mladší doba kamenná   | Nakáda IA/B, kultura Badarian                              | Výstavba vesnic a jejich rozšíření, trvalejší osídlení a rozvoj zemědělství v údolí Nilu  |
| 3900             | Mladší doba měděná    | Nakáda IB/C-IIB                                            | Rozvoj řemesel, sociální diferenciace, integrační tendence, obchod s Levantou             |
| 3600             | Pozdní doba měděná    | Nakáda IIC/D-IIIA                                          | Vznik obchodních center,sociální komplexita, rozvoj dálkového obchodu, Mezopotámie, Indie |
| 3200             | Předdynastické období | Nakáda IIIA-B                                              | Regionální vládnoucí struktury, počátky hieroglyfického písma                             |
| 3100–2890        | 1. dynastie           | Nakáda IIIC-D                                              | Sjednocení Egypta s centrem v Mennoferu, centralizace vlády                               |

Nakáda II. (Gerzean) (3500–3000 př. n. l.) byla kulturním obdobím, které se rozšířilo od delty Nilu až po núbijské hranice, přičemž většina rozsáhlejšího osídlení se nacházela s centrem v Abydosu. Malá společenství cihlových domů a budov se postupně rozrostla až do větších městských center, která brzy vzájemně soupeřila a vzájemně se napadala, zřejmě kvůli obchodu se zbožím a dodávkám vody. Tři hlavní městské státy Horního Egypta v té době byly Džanet, Nakáda (Horní Egypt v guvernorátu Kená) a Nechen (Hierakonpolis).Vládce Džanetu záhy dobyl Nakádu, poté také absorboval Nechen. Tyto války proti ostatním vedl král Štír I.,  jehož identita je, podle některých autorů sporná. Posledními doloženými králi předdynastického období byli již zmíněný král Štír a král Narmer, ten posléze dobyl a sjednotil celý Egypt a je také považován za zakladatele 1. dynastie. Většinou je ztotožňován s faraonem Menim, i když L. A. Waddell  dokládá jeho původ od Sumerů včetně podobnosti egyptských, sumerských a indických proto-dynastických hieroglyfů.
Přechod od popisované předdynastické doby až k formování sjednocené správy celého Egypta v 1. dynastii se odehrával zhruba v rozmezí let 3200–2950 př. n. l.

## Panovníci 1. dynastie
|          |   |
| \| \| \| |   |
|          |   |
| mn · n   | i |

| mn · n | i |

|          |   |
| \| \| \| |   |
|          |   |
| mn · n   | i |

| mn · n | i |

|          |   |
| \| \| \| |   |
|          |   |
| mn · n   | i |

| mn · n | i |

|          |   |
| \| \| \| |   |
|          |   |
| mn · n   | i |

| mn · n | i |

|          |   |
| \| \| \| |   |
|          |   |
| t · t    | i |

| t · t | i |

|          |   |
| \| \| \| |   |
|          |   |
| t · t    | i |

| t · t | i |

|          |   |
| \| \| \| |   |
|          |   |
| t · t    | i |

| t · t | i |

|          |   |
| \| \| \| |   |
|          |   |
| t · t    | i |

| t · t | i |

|             |   |    |
| \| \| \| \| |   |    |
|             |   |    |
| i           | t | ti |

| i | t | ti |

|             |   |    |
| \| \| \| \| |   |    |
|             |   |    |
| i           | t | ti |

| i | t | ti |

|             |   |    |
| \| \| \| \| |   |    |
|             |   |    |
| i           | t | ti |

| i | t | ti |

|             |   |    |
| \| \| \| \| |   |    |
|             |   |    |
| i           | t | ti |

| i | t | ti |

|             |   |    |
| \| \| \| \| |   |    |
|             |   |    |
| i           | t | G1 |

| i | t | G1 |

|             |   |    |
| \| \| \| \| |   |    |
|             |   |    |
| i           | t | G1 |

| i | t | G1 |

|             |   |    |
| \| \| \| \| |   |    |
|             |   |    |
| i           | t | G1 |

| i | t | G1 |

|             |   |    |
| \| \| \| \| |   |    |
|             |   |    |
| i           | t | G1 |

| i | t | G1 |

|                |     |         |     |
| \| \| \| \| \| |     |         |     |
|                |     |         |     |
| G14            | M23 | U6 · D4 | R21 |

| G14 | M23 | U6 · D4 | R21 |

|                |     |         |     |
| \| \| \| \| \| |     |         |     |
|                |     |         |     |
| G14            | M23 | U6 · D4 | R21 |

| G14 | M23 | U6 · D4 | R21 |

|                |     |         |     |
| \| \| \| \| \| |     |         |     |
|                |     |         |     |
| G14            | M23 | U6 · D4 | R21 |

| G14 | M23 | U6 · D4 | R21 |

|                |     |         |     |
| \| \| \| \| \| |     |         |     |
|                |     |         |     |
| G14            | M23 | U6 · D4 | R21 |

| G14 | M23 | U6 · D4 | R21 |

| I12 | nbw · V9 |

| I12 | nbw · V9 |

|           |   |
| \| \| \|  |   |
|           |   |
| N25 · N25 | t |

| N25 · N25 | t |

|           |   |
| \| \| \|  |   |
|           |   |
| N25 · N25 | t |

| N25 · N25 | t |

|           |   |
| \| \| \|  |   |
|           |   |
| N25 · N25 | t |

| N25 · N25 | t |

|           |   |
| \| \| \|  |   |
|           |   |
| N25 · N25 | t |

| N25 · N25 | t |

|          |         |
| \| \| \| |         |
|          |         |
| U7 · r   | N42 · p |

| U7 · r | N42 · p |

|          |         |
| \| \| \| |         |
|          |         |
| U7 · r   | N42 · p |

| U7 · r | N42 · p |

|          |         |
| \| \| \| |         |
|          |         |
| U7 · r   | N42 · p |

| U7 · r | N42 · p |

|          |         |
| \| \| \| |         |
|          |         |
| U7 · r   | N42 · p |

| U7 · r | N42 · p |

|                |   |   |   |
| \| \| \| \| \| |   |   |   |
|                |   |   |   |
| s              | m | s | m |

| s | m | s | m |

|                |   |   |   |
| \| \| \| \| \| |   |   |   |
|                |   |   |   |
| s              | m | s | m |

| s | m | s | m |

|                |   |   |   |
| \| \| \| \| \| |   |   |   |
|                |   |   |   |
| s              | m | s | m |

| s | m | s | m |

|                |   |   |   |
| \| \| \| \| \| |   |   |   |
|                |   |   |   |
| s              | m | s | m |

| s | m | s | m |

|                   |     |     |   |     |
| \| \| \| \| \| \| |     |     |   |     |
|                   |     |     |   |     |
| N29               | D58 | V28 | w | W15 |

| N29 | D58 | V28 | w | W15 |

|                   |     |     |   |     |
| \| \| \| \| \| \| |     |     |   |     |
|                   |     |     |   |     |
| N29               | D58 | V28 | w | W15 |

| N29 | D58 | V28 | w | W15 |

|                   |     |     |   |     |
| \| \| \| \| \| \| |     |     |   |     |
|                   |     |     |   |     |
| N29               | D58 | V28 | w | W15 |

| N29 | D58 | V28 | w | W15 |

|                   |     |     |   |     |
| \| \| \| \| \| \| |     |     |   |     |
|                   |     |     |   |     |
| N29               | D58 | V28 | w | W15 |

| N29 | D58 | V28 | w | W15 |

## Nekropole 1. dynastie
Nekropole v Umm el-Káb, poblíž Abydosu, byla prvně prozkoumána Émile Amélineau od 1885 do 1899, archeologicky byly odhaleny jednotlivé hrobky. V dalších letech až do roku 1901, podrobně celé pohřebiště popsal a hrobky identifikoval Flinders Petrie. Patrně nejstarší z velkých hrobek (značená B18) je, podle nalezených předmětů, připisována králi Narmerovi - (Menimu). Je to stavba ohrazená cihlovou zdí o tloušťce až 2 m, hrobka má rozměry 8 x 4,8 m a hloubku 3 m. Na každé straně bylo pět dřevěných sloupů podpírajících dřevěnou střechu. Identitu Narmera jako prvního krále 1. dynastie potvrzuje Wilkinson.
Hrobky dalších následníků se vyznačují podobnou stavebně jednoduchou cihlovou substrukturou, i když hrobky pozdější vykazují komplexnější architekturu, zejména patrnou u posledního krále Kaa značenou Q(26).

## Galerie

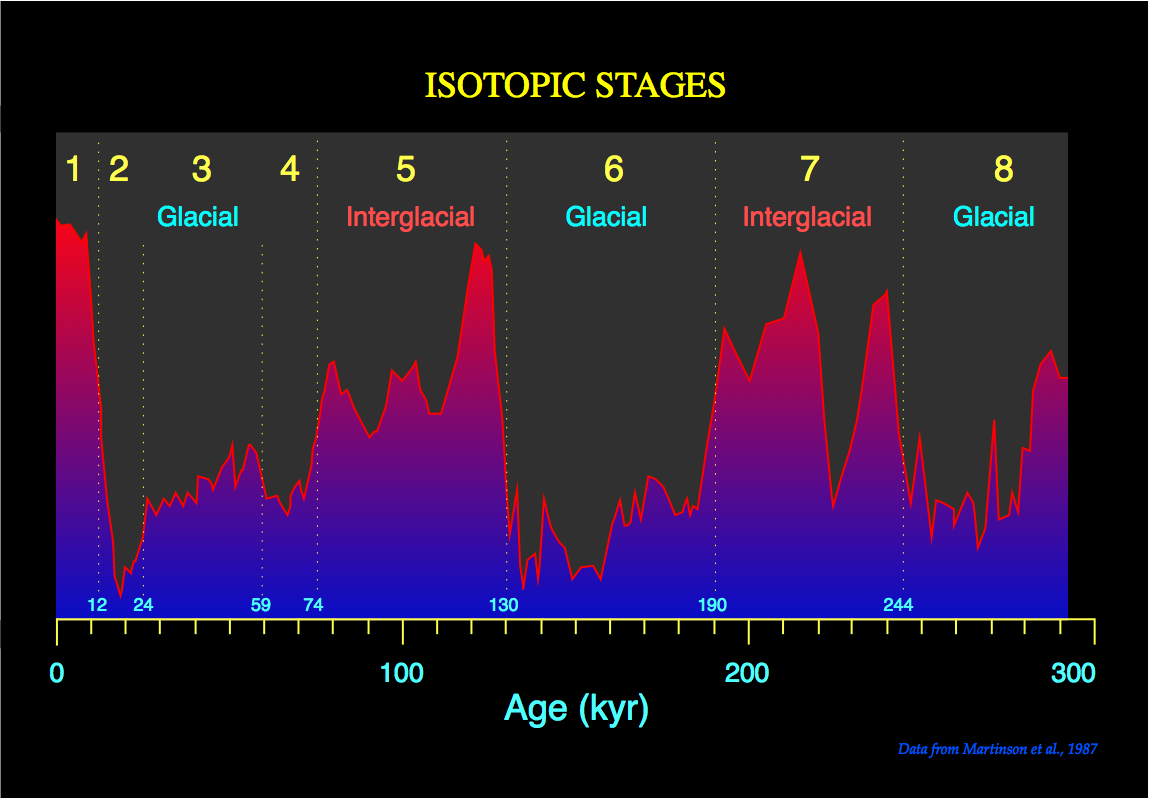
Cykly dob ledových s interglaciály zpět do historie 300 tis. let; podle poměru isotopů kyslíku (14C/12C)
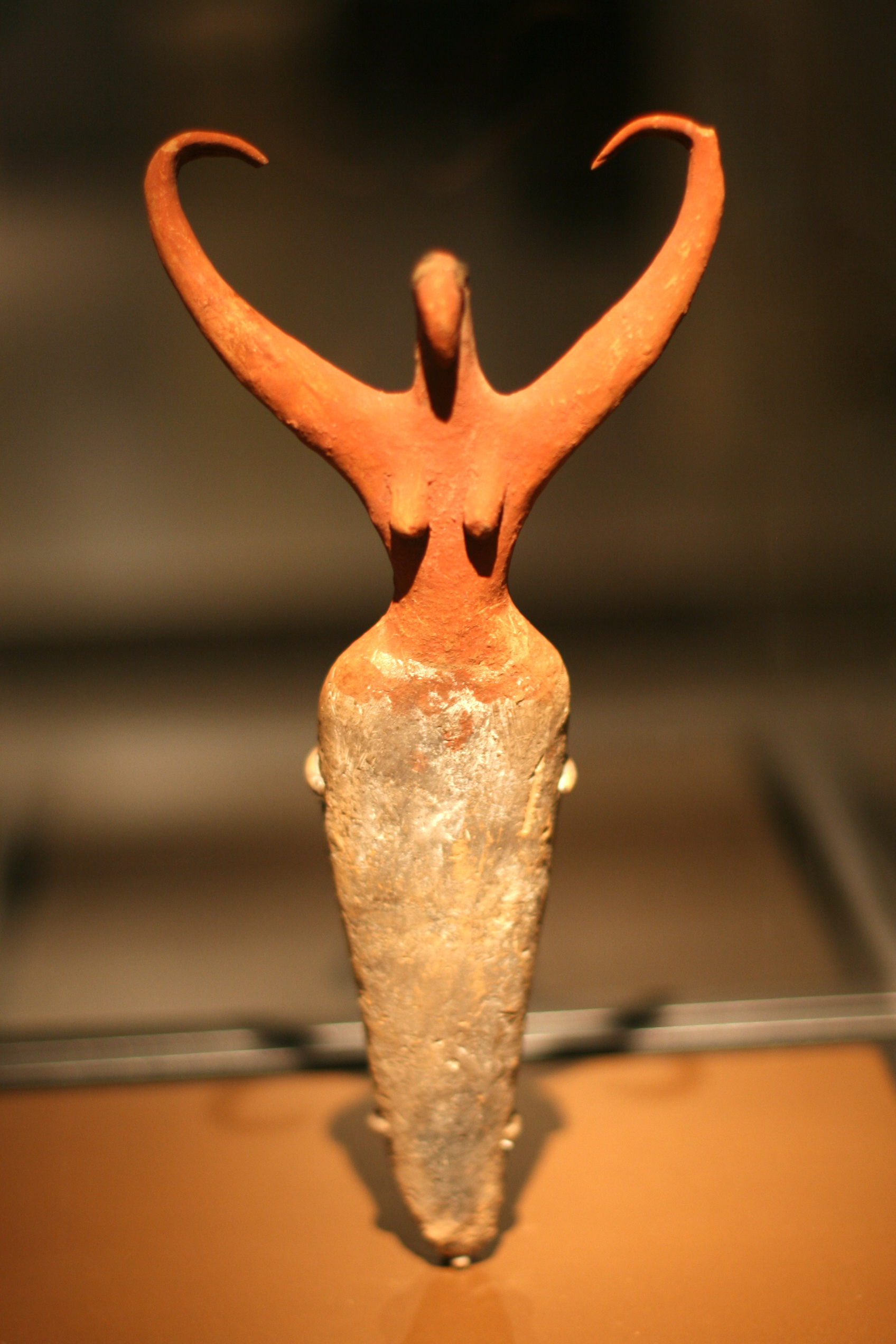
Terakotová figura ženy s křídly; předdynastické období cca 3400 př. n. l.
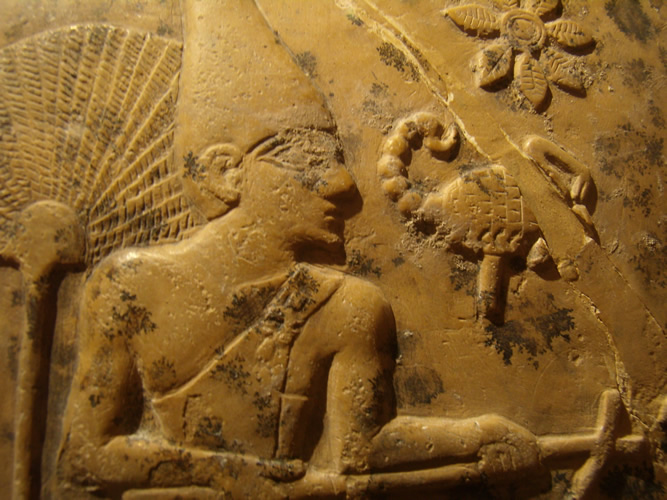
Král „Škorpion“ Djet
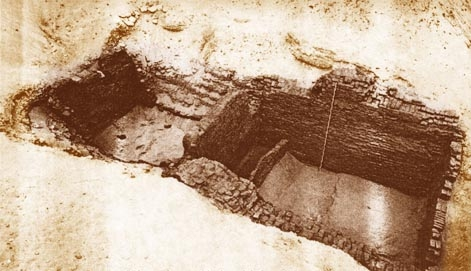
Hrobka Narmera v Umm el-Káb
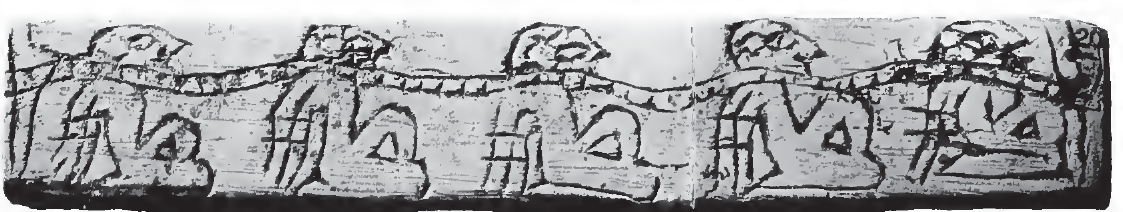
Artefakt na zlomku nádoby z hrobky faraona Narmera
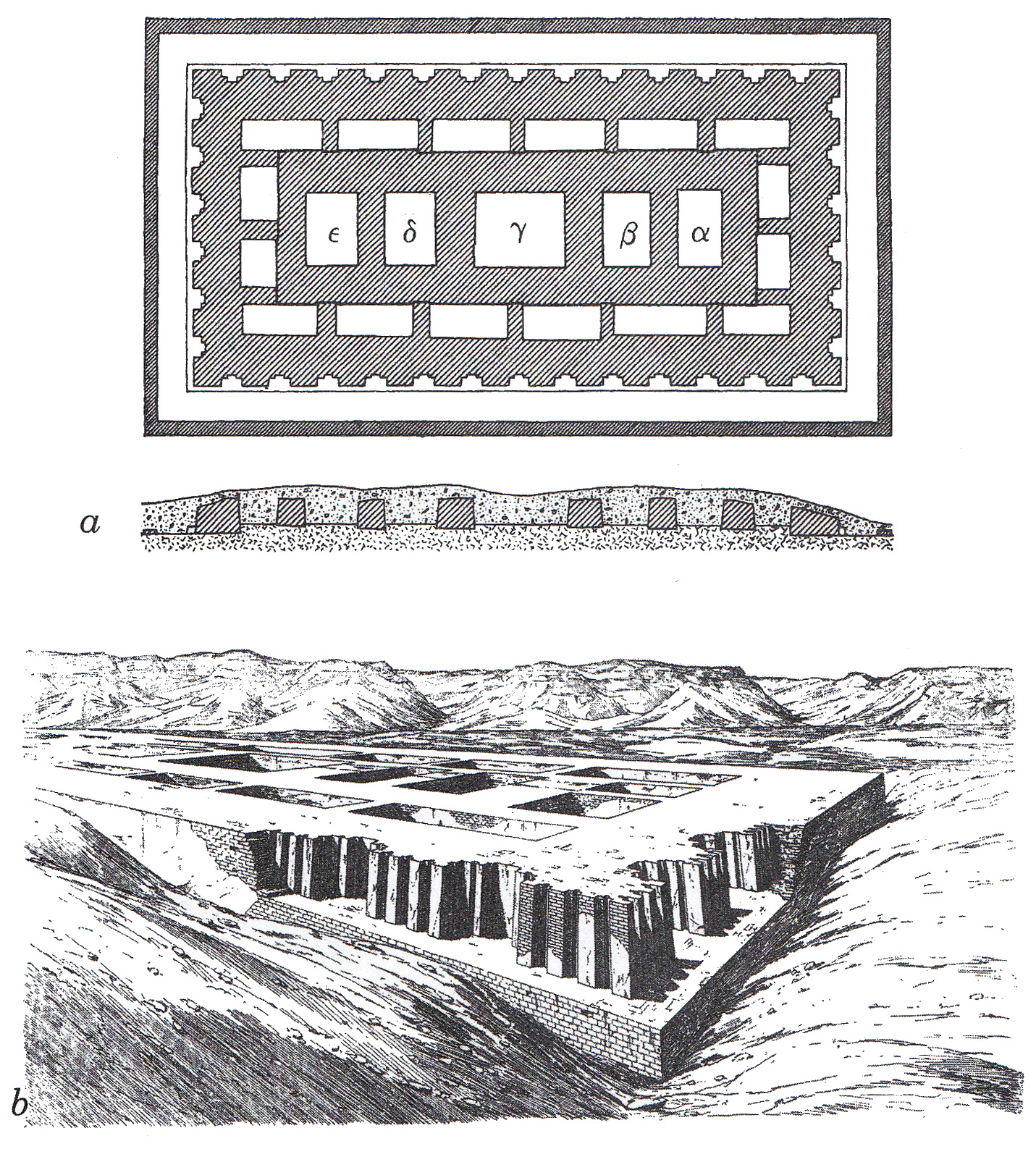
Hrobka v Nakáda, odkrytá J.Morganem 1897